# Conn Smythe Trophy

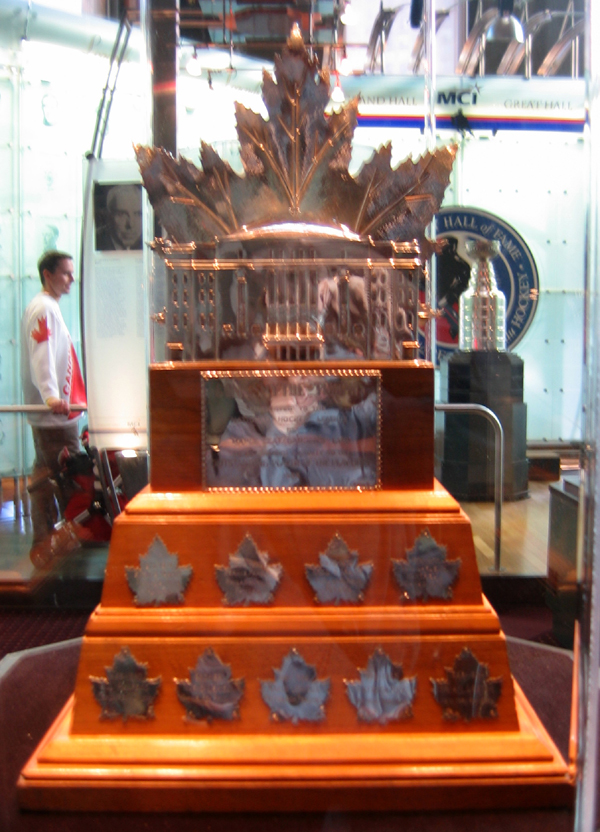
Conn Smythe Trophy.

Conn Smythe Trophy är ett pris som årligen tilldelas den mest värdefulle spelaren i National Hockey League under Stanley Cup-slutspelet. Omröstning och utnämning görs av ishockeyjournalisterna i Professional Hockey Writers' Association.
Trofén är uppkallad efter Conn Smythe, ägare av Toronto Maple Leafs och grundare av Hockey Hall of Fame. 

## Vinnare

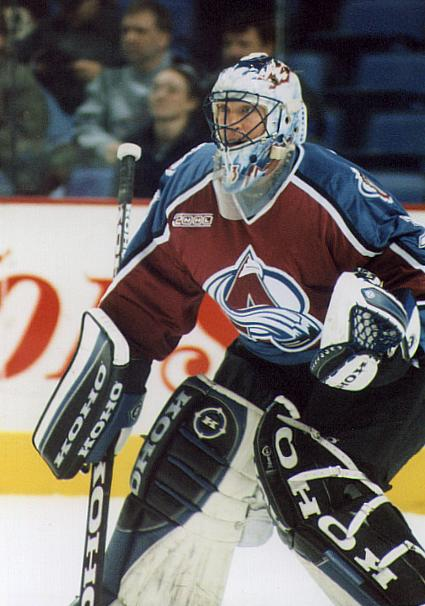
Patrick Roy vann Conn Smythe Trophy tre gånger.

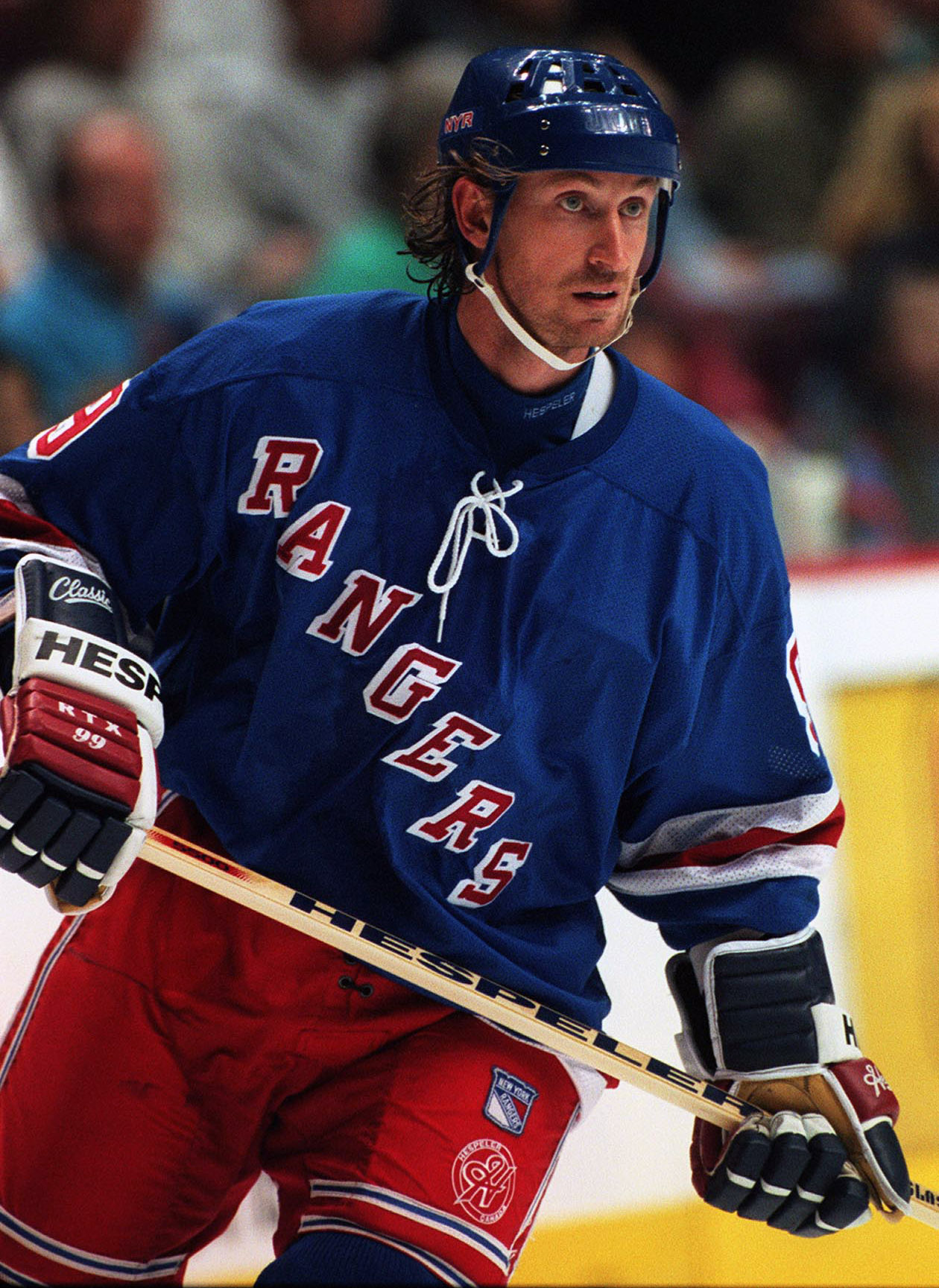
Wayne Gretzky vann Conn Smythe Trophy två gånger.

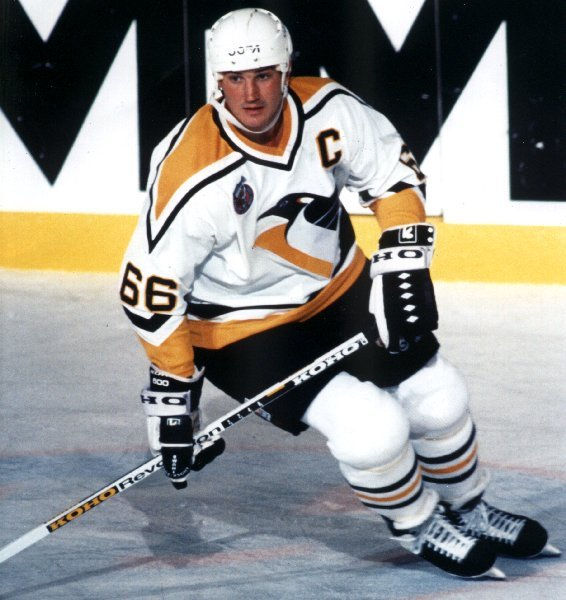
Mario Lemieux vann Conn Smythe Trophy två gånger.

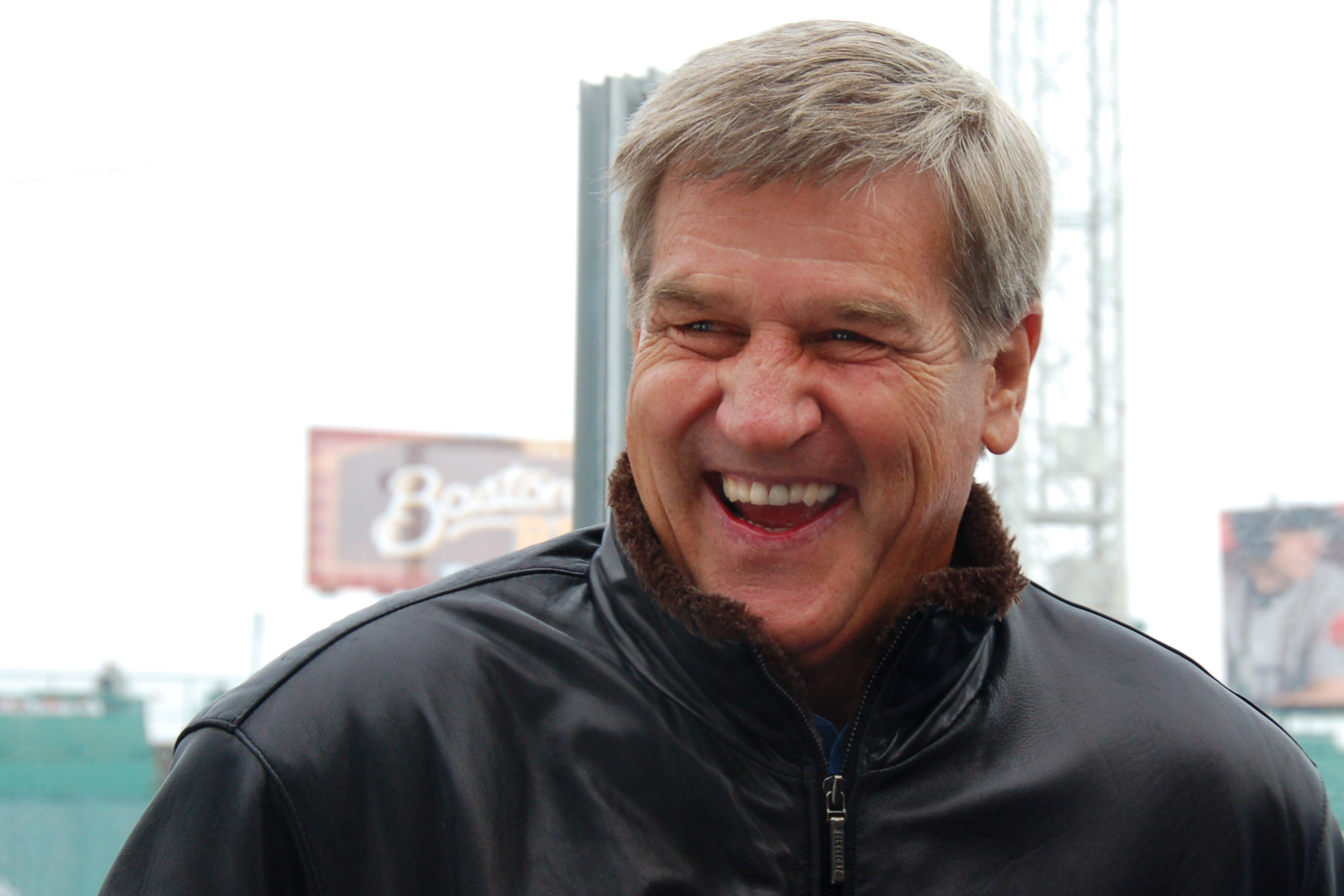
Bobby Orr vann Conn Smythe Trophy två gånger.

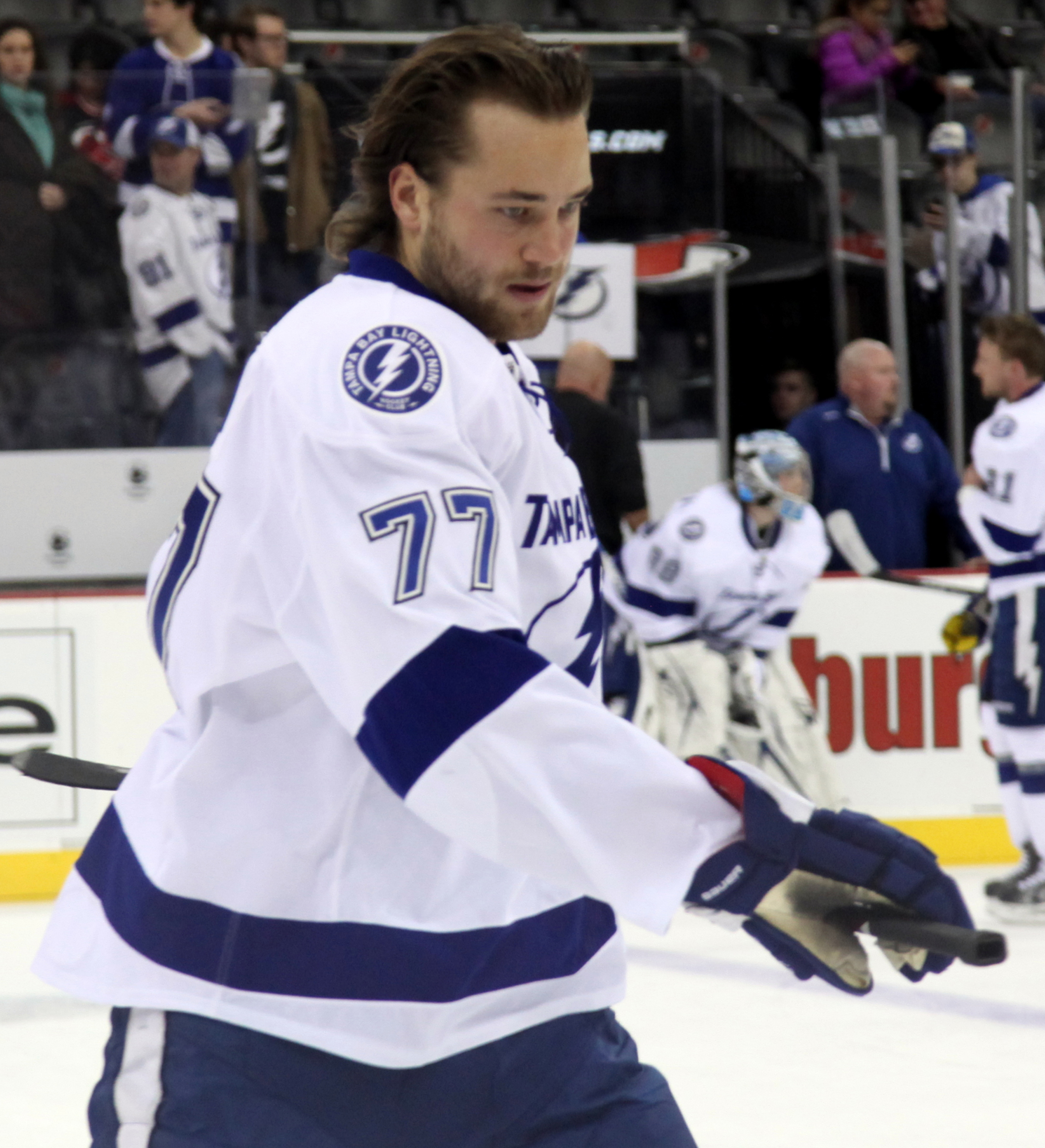
Victor Hedman är den senaste svensken som vunnit Conn Smythe Trophy.

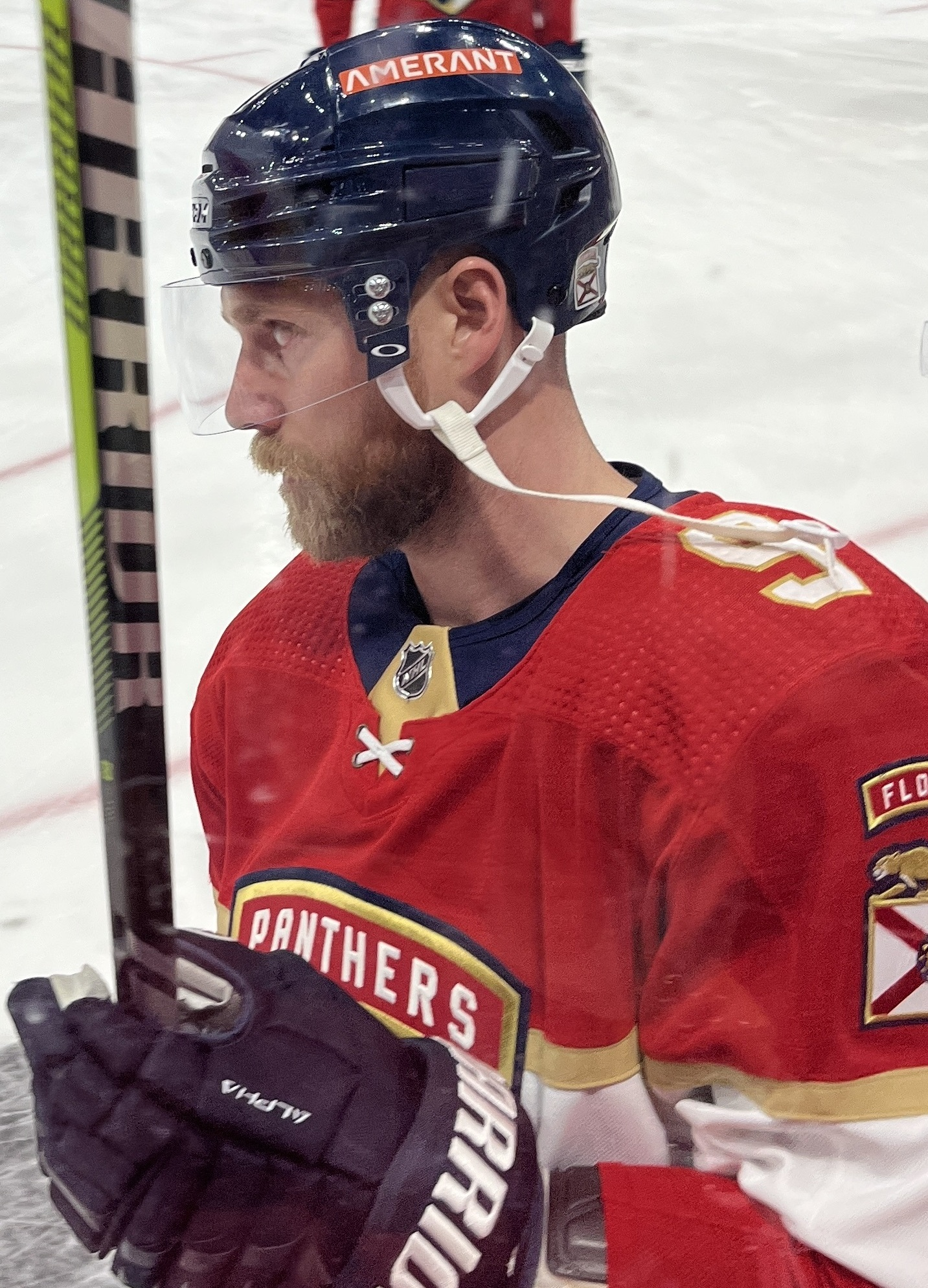
Sam Bennett är den senaste spelaren som har vunnit Conn Smythe Trophy.

++ Spelare i det förlorande laget.
Källa: 
| Säsong    | Vinnare                            | Lag                                | Vinster                            |
| --------- | ---------------------------------- | ---------------------------------- | ---------------------------------- |
| 1964–1965 | Jean Béliveau                      | Montreal Canadiens                 | 1                                  |
| 1965–1966 | Roger Crozier ++                   | Detroit Red Wings                  | 1                                  |
| 1966–1967 | Dave Keon                          | Chicago Black Hawks                | 1                                  |
| 1967–1968 | Glenn Hall ++                      | St. Louis Blues                    | 1                                  |
| 1968–1969 | Serge Savard                       | Montreal Canadiens                 | 1                                  |
| 1969–1970 | Bobby Orr                          | Boston Bruins                      | 1                                  |
| 1970–1971 | Ken Dryden                         | Montreal Canadiens                 | 1                                  |
| 1971–1972 | Bobby Orr                          | Boston Bruins                      | 2                                  |
| 1972–1973 | Yvan Cournoyer                     | Montreal Canadiens                 | 1                                  |
| 1973–1974 | Bernie Parent                      | Philadelphia Flyers                | 1                                  |
| 1974–1975 | Bernie Parent                      | Philadelphia Flyers                | 2                                  |
| 1975–1976 | Reggie Leach ++                    | Philadelphia Flyers                | 1                                  |
| 1976–1977 | Guy Lafleur                        | Montreal Canadiens                 | 1                                  |
| 1977–1978 | Larry Robinson                     | Montreal Canadiens                 | 1                                  |
| 1978–1979 | Bob Gainey                         | Montreal Canadiens                 | 1                                  |
| 1979–1980 | Bryan Trottier                     | New York Islanders                 | 1                                  |
| 1980–1981 | Butch Goring                       | New York Islanders                 | 1                                  |
| 1981–1982 | Mike Bossy                         | New York Islanders                 | 1                                  |
| 1982–1983 | Billy Smith                        | New York Islanders                 | 1                                  |
| 1983–1984 | Mark Messier                       | Edmonton Oilers                    | 1                                  |
| 1984–1985 | Wayne Gretzky                      | Edmonton Oilers                    | 1                                  |
| 1985–1986 | Patrick Roy                        | Montreal Canadiens                 | 1                                  |
| 1986–1987 | Ron Hextall ++                     | Philadelphia Flyers                | 1                                  |
| 1987–1988 | Wayne Gretzky                      | Edmonton Oilers                    | 2                                  |
| 1988–1989 | Al MacInnis                        | Calgary Flames                     | 1                                  |
| 1989–1990 | Bill Ranford                       | Edmonton Oilers                    | 1                                  |
| 1990–1991 | Mario Lemieux                      | Pittsburgh Penguins                | 1                                  |
| 1991–1992 | Mario Lemieux                      | Pittsburgh Penguins                | 2                                  |
| 1992–1993 | Patrick Roy                        | Montreal Canadiens                 | 2                                  |
| 1993–1994 | Brian Leetch                       | New York Rangers                   | 1                                  |
| 1994–1995 | Claude Lemieux                     | New Jersey Devils                  | 1                                  |
| 1995–1996 | Joe Sakic                          | Colorado Avalanche                 | 1                                  |
| 1996–1997 | Mike Vernon                        | Detroit Red Wings                  | 1                                  |
| 1997–1998 | Steve Yzerman                      | Detroit Red Wings                  | 1                                  |
| 1998–1999 | Joe Nieuwendyk                     | Dallas Stars                       | 1                                  |
| 1999–2000 | Scott Stevens                      | New Jersey Devils                  | 1                                  |
| 2000–2001 | Patrick Roy                        | Colorado Avalanche                 | 3                                  |
| 2001–2002 | Nicklas Lidström                   | Detroit Red Wings                  | 1                                  |
| 2002–2003 | Jean-Sébastien Giguère ++          | Mighty Ducks of Anaheim            | 1                                  |
| 2003–2004 | Brad Richards                      | Tampa Bay Lightning                | 1                                  |
| 2004–2005 | Ingen vinnare på grund av lockout. | Ingen vinnare på grund av lockout. | Ingen vinnare på grund av lockout. |
| 2005–2006 | Cam Ward                           | Carolina Hurricanes                | 1                                  |
| 2006–2007 | Scott Niedermayer                  | Anaheim Ducks                      | 1                                  |
| 2007–2008 | Henrik Zetterberg                  | Detroit Red Wings                  | 1                                  |
| 2008–2009 | Jevgenij Malkin                    | Pittsburgh Penguins                | 1                                  |
| 2009–2010 | Jonathan Toews                     | Chicago Blackhawks                 | 1                                  |
| 2010–2011 | Tim Thomas                         | Boston Bruins                      | 1                                  |
| 2011–2012 | Jonathan Quick                     | Los Angeles Kings                  | 1                                  |
| 2012–2013 | Patrick Kane                       | Chicago Blackhawks                 | 1                                  |
| 2013–2014 | Justin Williams                    | Los Angeles Kings                  | 1                                  |
| 2014–2015 | Duncan Keith                       | Chicago Blackhawks                 | 1                                  |
| 2015–2016 | Sidney Crosby                      | Pittsburgh Penguins                | 1                                  |
| 2016–2017 | Sidney Crosby                      | Pittsburgh Penguins                | 2                                  |
| 2017–2018 | Aleksandr Ovetjkin                 | Washington Capitals                | 1                                  |
| 2018–2019 | Ryan O'Reilly                      | St. Louis Blues                    | 1                                  |
| 2019–2020 | Victor Hedman                      | Tampa Bay Lightning                | 1                                  |
| 2020–2021 | Andrej Vasilevskij                 | Tampa Bay Lightning                | 1                                  |
| 2021–2022 | Cale Makar                         | Colorado Avalanche                 | 1                                  |
| 2022–2023 | Jonathan Marchessault              | Vegas Golden Knights               | 1                                  |
| 2023–2024 | Connor McDavid ++                  | Edmonton Oilers                    | 1                                  |
| 2024–2025 | Sam Bennett                        | Florida Panthers                   | 1                                  |